# Marest-sur-Matz
Marest-sur-Matz é uma comuna francesa na região administrativa de Altos da França, no departamento de Oise. Estende-se por uma área de 3,25 km². Em 2010 a comuna tinha 407 habitantes (densidade: 125,2 hab./km²).